# Xoixon
El xoixon (ʃoʊˈʃoʊni; en xoixon: Sosoni' da̲i̲gwape o newe da̲i̲gwape) és una llengua ameríndia parlada pels xoixons. Els principals dialectes del xoixon són el xoixon occidental a Nevada, Gosiute a Utah occidental, xoixon septentrional a Idaho del Sud i Utah del nord, i xoixoni oriental a Wyoming.
Els parlants nadius de xoixon ocupen àrees de Wyoming (470 parlants en 2000), Utah (104 parlants), Nevada (808 parlants), Idaho (980 parlants) i Montana (30 parlants). El nombre de parlants de xoixon ha estat disminuint constantment en les últimes dècades, de manera que avui només hi ha uns pocs centenars de persones que parlen l'idioma amb fluïdesa. Uns pocs milers la saben en un grau o un altre. El xoixon es defineix per la UNESCO com a "seriosament en perill" a Idaho, Utah i Wyoming.
El xoixon és la més septentrional de les llengües de la família uto-asteca, família que inclou unes trenta llengües que es parlen en el territori comprès entre el riu Salmon al centre d'Idaho fins al Salvador. El xoixon pertany a la branca de les llengües numic. La paraula numic vé d'una paraula cognata a totes les parles numic que vol dir "persona". Per exemple, en xoixon la paraula és neme, en timbisha és nümü, i en paiute del sud és nuwuvi.

## Revitalització de la llengua
Des de 2012 la Universitat Estatal d'Idaho ofereix xoixon elemental, intermedi i conversacional. amb arxius d'audio xoixon de codi obert online per a completar la instrucció a l'aula, com a part del projecte a llarg termini Shoshoni Language Project. Les classes de xoixon també es poden ensenyar com a part del programa de preservació de la llengua i cultura de la Tricu Xoixon-Bannock. a la reserva índia Wind River de Wyoming els ancians han estat actius en l'arxiu digital de la llengua i el xoixon s'ensenya usant les tècniques d'adquisició accelerada d'una segona llengua del Dr Steven Greymorning.
Des de 2009 té lloc cada estiu el programa Shoshone/Goshute Youth Language Apprenticeship Program (SYLAP), promocionat pel Center for American Indian Languages de la Universitat de Utah ha aparegut en el programa Weekend Edition de la NPR. Els joves xoixons hiserveixen com a interns, assistint amb registres digitalitzats de llengua xoixon i documentació de la col·lecció de Wick R. Miller de manera que els materials poden estar disponibles per als membres de la tribu. El programa va produir el primer videojoc en xoixon l'agost de 2013.
Pel juliol de 2012 la Blackfoot High School al sud-est d'Idaho anuncià que oferiria classes de llengua xoixon. També s'ha proposat una cartilla escolar xoixon per a la reserva índia Fort Hall; s'espera una decisió al setembre de 2012.

## Morfologia
El xoixon és una llengua aglutinanten la que les paraules utilitzen sufixos complexos per a una varietat de propòsits amb diversos morfemes enfilats.

## Sons

### Vocals
El xoixon té el típic inventari vocàlic numic de cinc vocals. En addicció, té el diftong comú ai, que varia més lliurement amb e, encara que alguns morfemes sempre contenen ai i altres sempre contenen e.
|         | anterior | posterior no arrodonida | posterior arrodonida |
| ------- | -------- | ----------------------- | -------------------- |
| Alta    | i        | ɨ                       | u                    |
| No Alta |          | a                       | o                    |
| Diftong | ai       |                         |                      |

### Consonants
El xoixon té un inventari consonàntic numic típic.
|                | Bilabial | Coronal | Palatal | Velar | Labialitzada velar | Glotal |
| -------------- | -------- | ------- | ------- | ----- | ------------------ | ------ |
| Oclusiva sorda | p        | t       |         | k     | kʷ                 | ʔ      |
| Africada       |          | ts      |         |       |                    |        |
| Fricativa      |          | s       |         |       |                    | h      |
| Nasal          | m        | n       |         |       |                    |        |
| Semivocal      |          |         | j       |       | w                  |        |

### Fonologia
Les oclusives xoixon (incloses les africades) i les nasals són sonores i lenitades entre vocals (oclusives i africades esdevenen fricatives sonores i les nasals esdevenen nasals lliscants), són sordes en els grups oclusius-nasals, i són lenitades (però no sordes) després de h.
Les vocals curtes són habitualment sordes a final de paraula i en síl·labes àtones anteriors a /h/.

## Sistema d'escriptura
S'estan utilitzant dos principals sistemes d'escriptura. El més antic és el sistema Crum-Miller usat per Miller en 1972; Crum & Dayley 1993 i 1997; i Crum, Crum, & Dayley 2001. L'altre sistema és el de la Universitat Estatal d'Idaho i és usat en Gould & Loether (2002). El sistema Estatal d'Idaho és de base més fonètica mentre que el Crum-Miller és de base més fonèmica. Amb dos sistemes usen "e" per representar la vocal ɨ.